# Amsonia
Amsonia é um género botânico pertencente à família Apocynaceae.